# Schneeberg (Smrčiny)

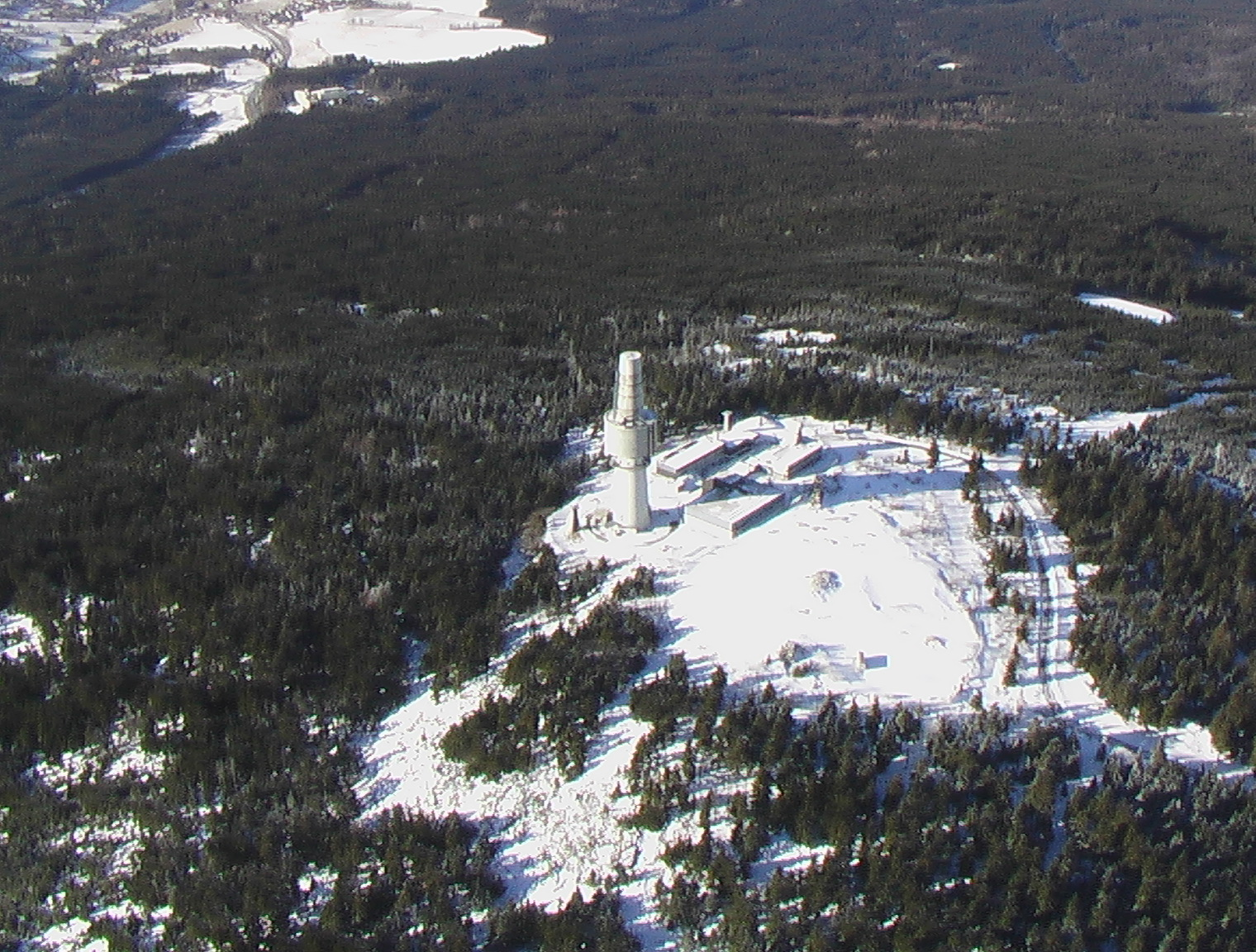
Schneeberg v lednu 2005

Schneeberg je s nadmořskou výškou 1051 m nejvyšší horou pohoří Fichtelgebirge (česky: Smrčiny) v severovýchodním Bavorsku a zároveň nejvyšší horou Franků. Již zdálky ho člověk pozná podle bývalé telekomunikační věže Bundeswehru, která je památkou na studenou válku. Na vrcholku hory je žulové kamenné moře a skalní hrad, na kterém se nachází rozhledna Backöfele, a dominují mu vojenské stavby.

## Historie
Díky širokému výhledu do dálky měla hora vždycky důležitý strategický význam. V roce 1498 pověřil markrabě Fridrich II. hejtmana Konráda z Wirsbergu, aby vypracoval plán strážních věží. Na různých horách Smrčin včetně hory Schneeberg vznikly strážní věže. Ještě v roce 1713 tu byly patrné zbytky této věže.
V roce 1879 bylo postaveno první jednoduché schodiště na skalnatý vrcholek, současně byla postavena i jednoduchá kamenná chata. V roce 1904 následoval srub a v roce 1926 byla z dubových kmenů postavena vyhlídková věž Backöfele.

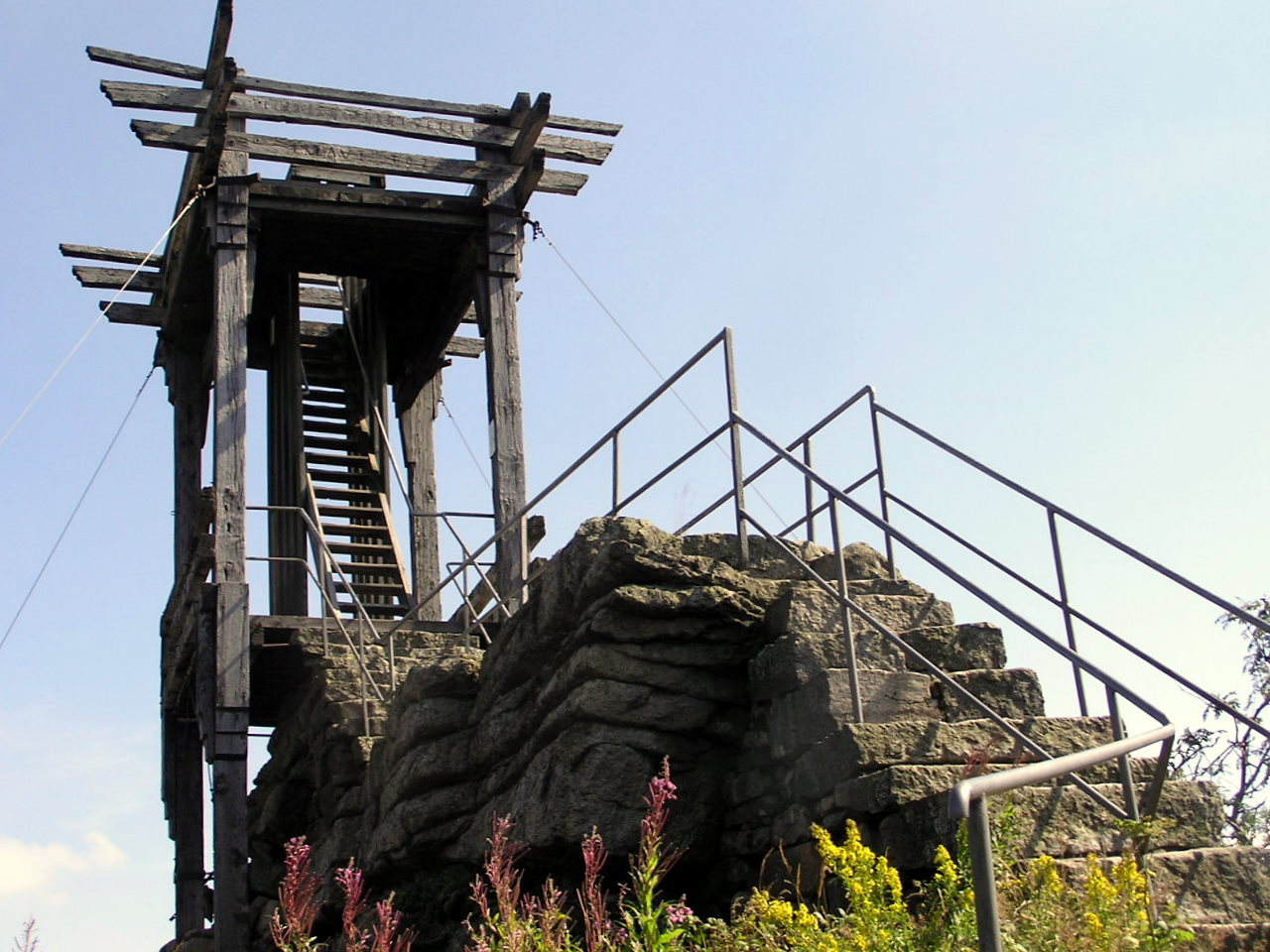
Backöfele

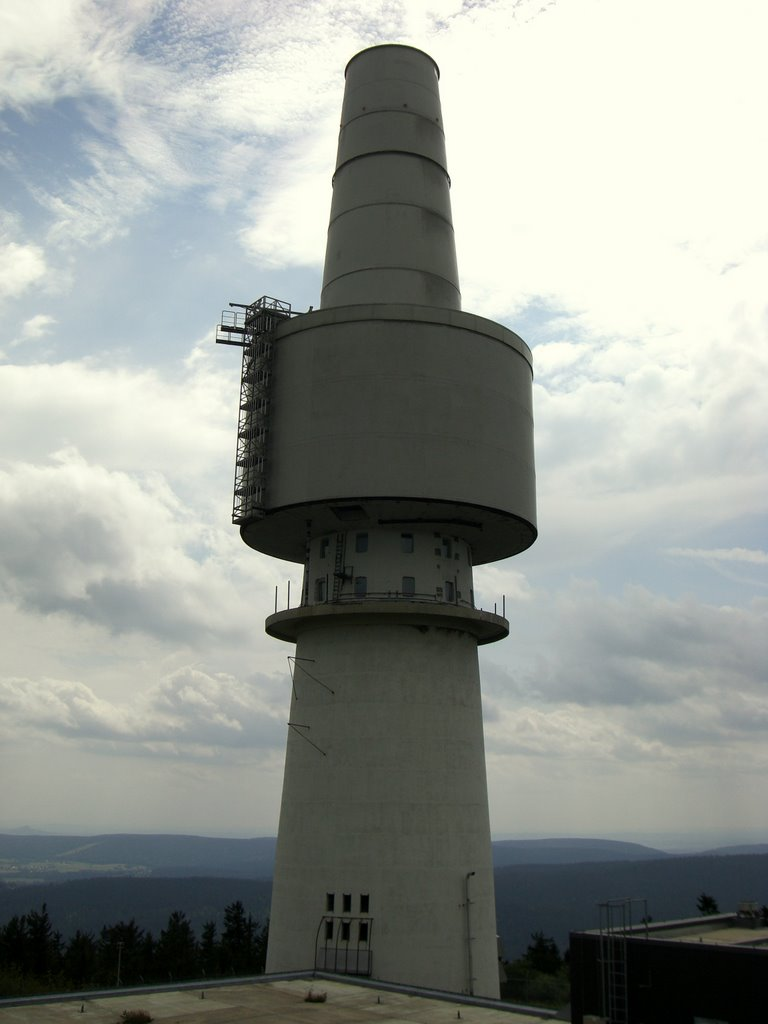
Telekomunikační věž v srpnu 2007

V roce 1938 zde nechala Luftwaffe postavit 35 metrů vysokou dřevěnou věž, jejíž účel byl tajný. V roce 1948 věž z „nevysvětlitelných důvodů“ shořela. 14. listopadu 1951 zabrala část vrcholku americká armáda a postavila tam různé budovy a ocelové konstrukce pro antény a satelity. V roce 1961 zabral Bundeswehr severně přilehlou oblast vrcholku a od roku 1963 tam stavěl telekomunikační věž, která byla uvedena do provozu v roce 1967. Vrcholek hory byl vojenskou nepřístupnou oblastí. Po ukončení studené války opustila 30. dubna 1992 americká armáda Schneeberg, 31. března 1993 pozastavil Bundeswehr svou vojenskou sledovací činnost. Poslední voják opustil Schneeberg 30. června 1994, nemovitosti přešly na Spolkovou správu majetku. Bývalá věž Bundeswehru byla pronajata firmě Mannesmann (nyní Vodafone) pro účely mobilní sítě.
29. prosince 1995 získal z iniciativy zemského radního Dr. Petera Seißera zemský okres Wunsiedel 6500 m² velké území v bývalém americkém nepřístupném prostoru, na kterém stojí i vyhlídka Backöfele. Ve spolupráci s přírodním parkem Fichtelberg byla uskutečněna opatření na obnovu přírody. Od 29. srpna 1996 je opět volně přístupná vyhlídková věž Backöfele.
V roce 2010 byla bývalá věž Bundeswehru kvůli svému historickému významu vzata pod památkovou ochranu.
Od června 2013 byl bývalý vojenský areál s telekomunikační věží na prodej. V září 2014 ho získaly Městské služby Wunsiedel.

## Turistické cesty
Asfaltová cesta na vrchol hory Schneeberg je pro veřejnou dopravu uzavřena. Je však možné dostat se tam mnoha turistickými cestami. Jako výchozí body připadají v úvahu obce Bischofsgrün, Weißenstadt, Meierhof (Weißenstadt), Vordorfermühle, Leupoldsdorferhammer, Silberhaus (Tröstau) a parkoviště Seehausparkplatz na silnici B 303/E 48. Trasy jsou dlouhé cca 5 až 8 kilometrů.